# Solheim Cup 2011
Solheim Cup 2011 var den 12:e upplagan av matchspelstävlingen i golf för kvinnor som spelas mellan USA och Europa. 2011 års match spelades den 23 - 25 september på Killeen Castle i Meath, Irland. USA var titelförsvarare efter att år 2009 ha vunnit på Rich Harvest Farms i Sugar Grove, Illinois, USA.

## Format
Tävlingen bestod av 28 matcher, fördelade på tre dagar (fredag - söndag) enligt följande:
- Dag 1 Fyra foursome-matcher på förmiddagen, följt av fyra fyrboll-matcher på eftermiddagen
- Dag 2 Fyra foursome-matcher på förmiddagen, följt av fyra fyrboll-matcher på eftermiddagen
- Dag 3 Tolv singelmatcher

En vunnen match ger 1 poäng, medan en oavgjord match ger ½ poäng. Laget som först når 14½ poäng har vunnit. Vid oavgjort 14-14 behåller regerande mästarna (USA) trofén.

## Lagen
De båda lagen använde sig av olika poängsysten för att avgöra vilka spelare som skulle bli direktkvalificerade till laget. Därutöver fick de båda kaptenerna, Alison Nicholas och Rosie Jones, välja ytterligare fyra respektive två spelare var för att göra lagen kompletta.
| Europa Kapten: Alison Nicholas   |               |
| Namn                             | Världsranking |
| Suzann Pettersen                 | 2             |
| Maria Hjorth                     | 21            |
| Anna Nordqvist                   | 31            |
| Catriona Matthew                 | 32            |
| Melissa Reid                     | 33            |
| Sophie Gustafson                 | 39            |
| Caroline Hedwall (kaptenens val) | 41            |
| Sandra Gal (kaptenens val)       | 42            |
| Azahara Muñoz (kaptenens val)    | 46            |
| Karen Stupples (kaptenens val)   | 51            |
| Christel Boeljon                 | 58            |
| Laura Davies                     | 88            |

| USA Kapten: Rosie Jones       |               |
| Namn                          | Världsranking |
| Cristie Kerr                  | 3             |
| Paula Creamer                 | 8             |
| Brittany Lincicome            | 9             |
| Stacy Lewis                   | 10            |
| Michelle Wie                  | 12            |
| Morgan Pressel                | 14            |
| Angela Stanford               | 16            |
| Brittany Lang                 | 29            |
| Juli Inkster                  | 50            |
| Vicky Hurst (kaptenens val)   | 75            |
| Christina Kim                 | 93            |
| Ryann O'Toole (kaptenens val) | 102           |

Spelarnas ranking per den 19 september 2011.

## Resultat

### Dag 1
| Foursomes                         | Foursomes | Foursomes | Foursomes | Foursomes                        |
| --------------------------------- | --------- | --------- | --------- | -------------------------------- |
| Maria Hjorth Anna Nordqvist       |           |           | 2 & 1     | Michelle Wie Cristie Kerr        |
| Karen Stupples Melissa Reid       |           |           | 1 upp     | Paula Creamer Brittany Lincicome |
| Catriona Matthew Azahara Muñoz    | 3 & 2     |           |           | Stacy Lewis Angela Stanford      |
| Suzann Pettersen Sophie Gustafson | 1 upp     |           |           | Brittany Lang Juli Inkster       |

| Fyrbollar                         | Fyrbollar | Fyrbollar | Fyrbollar | Fyrbollar                      |
| --------------------------------- | --------- | --------- | --------- | ------------------------------ |
| Laura Davies Melissa Reid         |           |           | 1 upp     | Paula Creamer Morgan Pressel   |
| Catriona Matthew Sandra Gal       |           | lika      |           | Christina Kim Ryann O'Toole    |
| Sophie Gustafson Caroline Hedwall | 5 & 4     |           |           | Vicky Hurst Brittany Lincicome |
| Suzann Pettersen Anna Nordqvist   | 2 upp     |           |           | Michelle Wie Cristie Kerr      |

| Efter första dagen: | \| Europa \| 4½ \| 3½ \| USA \| |    |     |
| Europa              | 4½                              | 3½ | USA |

### Dag 2
| Foursomes                         | Foursomes | Foursomes | Foursomes | Foursomes                    |
| --------------------------------- | --------- | --------- | --------- | ---------------------------- |
| Caroline Hedwall Sophie Gustafson | 6 & 5     |           |           | Angela Stanford Stacy Lewis  |
| Karen Stupples Christel Boeljon   |           |           | 3 & 2     | Morgan Pressel Ryann O'Toole |
| Maria Hjorth Anna Nordqvist       | 3 & 2     |           |           | Brittany Lang Juli Inkster   |
| Catriona Matthew Azahara Muñoz    |           | lika      |           | Cristie Kerr Paula Creamer   |

| Fyrbollar                         | Fyrbollar | Fyrbollar | Fyrbollar | Fyrbollar                        |
| --------------------------------- | --------- | --------- | --------- | -------------------------------- |
| Laura Davies Melissa Reid         | 4 & 3     |           |           | Michelle Wie Brittany Lang       |
| Suzann Pettersen Caroline Hedwall |           |           | 1 upp     | Morgan Pressel Cristie Kerr      |
| Sandra Gal Christel Boeljon       |           |           | 2 & 1     | Stacy Lewis Ryann O'Toole        |
| Maria Hjorth Azahara Muñoz        |           |           | 3 & 1     | Paula Creamer Brittany Lincicome |

| Efter andra dagen: | \| Europa \| 8 \| 8 \| USA \| |   |     |
| Europa             | 8                             | 8 | USA |

### Dag 3
| Singlar          | Singlar | Singlar | Singlar | Singlar            |
| ---------------- | ------- | ------- | ------- | ------------------ |
| Catriona Matthew | 6 & 5   |         |         | Paula Creamer      |
| Sophie Gustafson | 2 upp   |         |         | Stacy Lewis        |
| Anna Nordqvist   |         |         | 2 & 1   | Morgan Pressel     |
| Laura Davies     |         | lika    |         | Juli Inkster       |
| Melissa Reid     |         |         | 2 upp   | Vicky Hurst        |
| Christel Boeljon | 2 upp   |         |         | Brittany Lincicome |
| Sandra Gal       |         |         | 6 & 5   | Brittany Lang      |
| Maria Hjorth     |         |         | 4 & 2   | Christina Kim      |
| Suzann Pettersen | 1 upp   |         |         | Michelle Wie       |
| Caroline Hedwall |         | lika    |         | Ryann O'Toole      |
| Azahara Muñoz    | 1 upp   |         |         | Angela Stanford    |
| Karen Stupples   | wo1)    |         |         | Cristie Kerr       |

1)Cristie Kerr kunde inte spela på grund av en handledsskada. Enligt Solheim Cups regler innebär detta att hon förlorar matchen, så Karen Stupples vann utan att behöva spela.
| Slutställning: | \| Europa \| 15 \| 13 \| USA \| |    |     |
| Europa         | 15                              | 13 | USA |

Svenska Caroline Hedwall avgjorde Solheim Cup genom att vinna de två avslutande hålen mot Ryann O'Toole, och därmed dela matchen och säkra Europas 14:e poäng. Spaniens Azahara Muñoz hade nämligen redan säkrat minst ½ poäng i sin match mot Angela Stanford, och därmed stod det klart att Europa skulle komma upp i minst 14½ poäng. Matchen avgjordes då O'Toole (som gjort två mindre lyckade chippar mot greenen) skänkte Hedwalls putt på sista hålet, Hedwall hade då två puttar för vinst av hålet.